# Жанажол (Самарський район)
Жанажо́л (каз. Жаңажол) — село у складі Самарського району Східноказахстанської області Казахстану. Входить до складу Аккалинського сільського округу.
Населення — 140 осіб (2021; 207 у 2009, 331 у 1999, 325 у 1989).
Національний склад станом на 1989 рік:
- казахи — 100 %